# Ахтамар
Ахтама́р (арм. Աղթամար, тур.  Akdamar Adası) — остров на озере Ван (Турция). Общая площадь этого острова достигает 16—17 га. Это второй по величине из четырёх островов на озере Ван, Турции. В X веке на острове располагалась резиденция армянских царей династии Арцрунидов. Остров славится средневековым памятником армянской архитектуры — Кафедральной Церковью Святого Креста, которая знаменита сохранившимися до наших дней фресками, расположенными на внутренних стенах и куполе, и многочисленными горельефами, изображающими сцены из Ветхого и Нового Завета, снаружи. Церковь была построена в период расцвета Васпураканского царства в 915—921 гг. зодчим Мануэлом (Манвелом) в правление царя Гагика Арцруни. Также, на острове Ахтамар сохранились руины порта X века.

## Название
Происхождение и значение названия «Ахтамар» неизвестно. Не исключено, что это имя имеет урартское происхождение и происходит от имени урартской богини Ту(а)шпу(а)ены, вероятно։ новый хурийский (урартский) вариант женского имени Та(у)ма(у)ра или Тамар, сохранившийся в настоящее время у армян и грузин (аналогичное происхождение имеет и прежнее название города Вана – Тосп или Тушпа).  Существует народная этимология, основанная на древней армянской легенде, согласно которой на острове жила армянская княгиня Тамар, которая была влюблена в простолюдина. Юноша плавал от берега к острову каждую ночь, ведомый светом, который для него зажигала Тамара. Отец княгини прознал о визитах юноши. Однажды ночью, когда Тамара ждала своего любовника, отец разбил светильник, оставив юношу посреди озера без ориентира, куда плыть. Юноша утонул, его тело выбросило на берег, и, как гласит легенда, на его губах как будто застыли слова «Ах, Тамар». Легенда послужила источником для известного стихотворения Ованеса Туманяна 1891 года, которое было переведено на русский язык Константином Бальмонтом.
Название «Акдамар» (по-турецки «белый ключ») было введено турецким правительством спустя некоторое время после создания современной республики Турция и является частью политики «тюркизации» названий коренных народов.

## История
В прошлом остров Ахтамар был гораздо больше, но за прошедшие столетия он уменьшился в размерах по причине подъема уровня Ванского озера. Остров был обитаемым с древнейших времен. На северо-западной части острова сохранились следы циклопической стены (в два-три ряда), которые, по мнению Иосифа Орбели, составляли часть доурартского жилого поселения. По свидетельству Мовсеса Хоренаци, на острове в IV в. находилась крепость армянского нахарарского рода Рштуни. В середине VII в. в борьбе против арабского владычества Ахтамар был оплотом Теодороса Рштуни. В X в. по приказу армянского царя Гагика Арцруни армянский зодчий Манвел начал сооружение монастыря. Ещё ранее на острове Ахтамар был основан новый город — царская резиденция, которая не сохранилась до нашего времени. По сообщению Безымянного историка:

По приказу Гагика множество работников выламывали тяжелые каменные глыбы и сбрасывали их на глубокое морское дно. Непрерывными стараниями великий царь выстроил каменную дамбу, возвышавшуюся над морской поверхностью на пять локтей, на дамбе, как на твёрдом основании укрепил ряд больших глыб. На этом основании воздвиг вокруг стену длиной около пяти стадий.
Стена с высокими башнями отгораживала спокойную гавань, через прочные, скреплённые гвоздями, обращённые в «море» ворота сюда могли заходить корабли.

Царский дворец от фундамента до устремленной в небеса вершины, стоял без колонн, воистину как вершина замыслов человеческих и предмет восхищения. Дворец имел арочные ниши, богато украшенные наружные стены — всего ни в уме нельзя сосчитать, ни взглядом объять. Чтобы взглянуть на высокие до небес купола, украшенные золотом и лучащиеся, нужно было сперва снять головной убор, чтобы он не упал наземь. Заболела бы шея, прежде чем удалось бы рассмотреть все многоцветные росписи.
По описанию историка Товма Арцруни, великолепный многоэтажный дворец с колоннадами, галереями и парадными залами, которые, как полагают, имели купольные перекрытия, был построен на площадке, окружённой крепостными стенами. Стены и купола дворца были расписаны изображениями битв, охот и пиров. На стенах, по-видимому, помещались также разные рельефы и охотничьи трофеи.

### Церковь Святого Креста

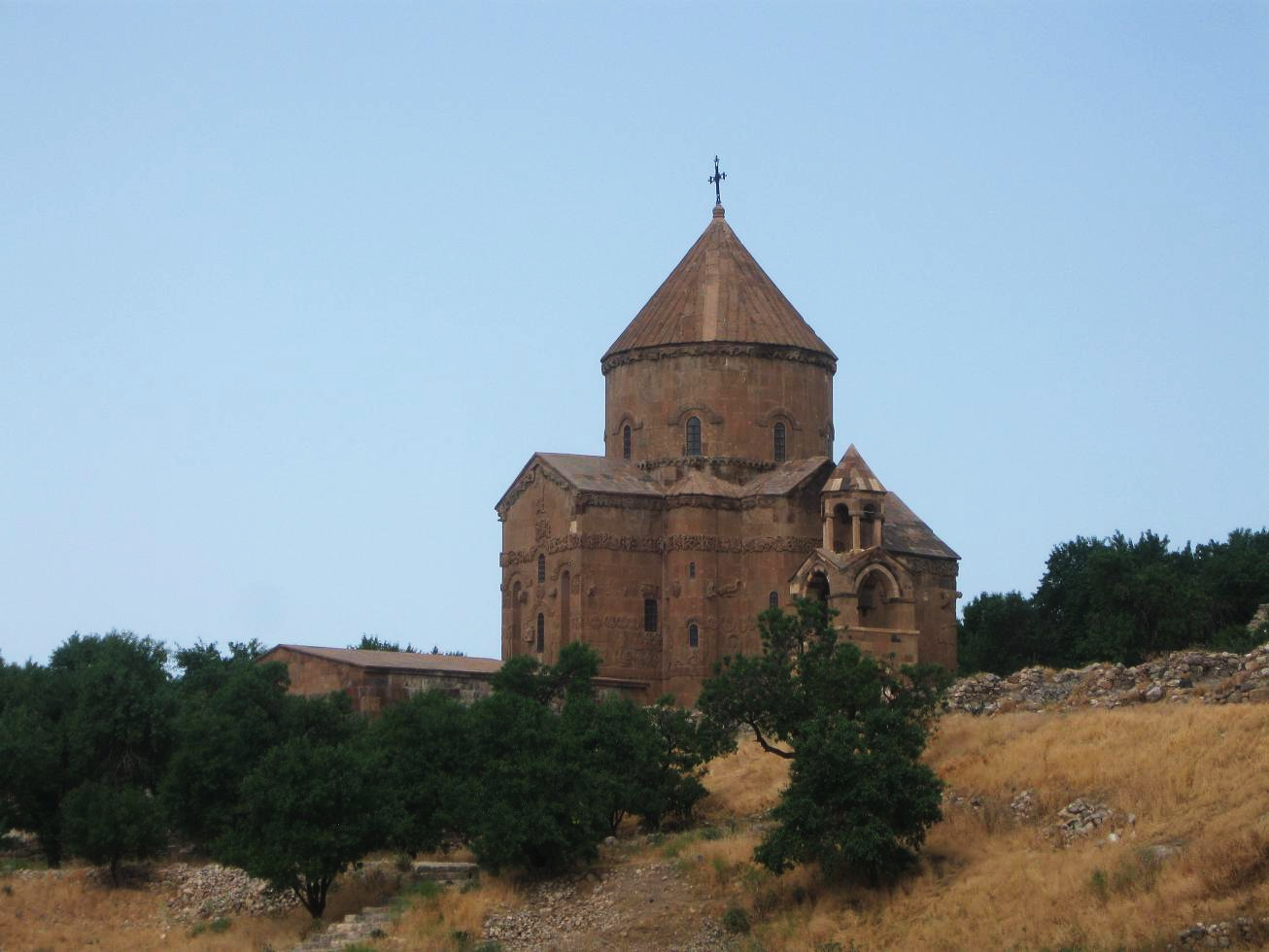
Церковь Святого Креста

Ахтамарский дворец, который не сохранился до нашего времени, был окружён другими сооружениями, из которых сохранилась только церковь Святого Креста, построенная архитектором Мануэлом между 915 и 921 гг. Церковь представляет собой несколько видоизмененное в плане здание традиционного центральнокупольного типа. Внутри церковь была расписана фресками, но она особенно знаменита своими рельефами, расположенными на наружных стенах и на барабане купола, которые отличаются оригинальностью и разнообразием сюжетов. Связь между архитектурой и скульптурно-декоративным убранством Ахтамарской церкви основана на новом художественном принципе, чем отличался от сооружений 6-7 вв. Хотя часть рельефов по традиции и располагается по карнизам, на бровках ниш и окон, главная их масса помещена непосредственно на плоскости стены. «В связи с этим эффект монолитной глади стен, который играл важную роль в образном строе архитектурных памятников предшествовавшей эпохи, утратил здесь свою силу». Силуэт церкви и её масса сохранили свою выразительность, но наряду с этим весьма существенное, подчас самостоятельное значение получили рельефы, внёсшие живописное начало в архитектурный образ. «В самой трактовке этих рельефов с чёткими графическими контурами стали заметны стремление к орнаментальности и отход от прежней пластической ясности. В нижнем ряду рельефов представлены различные библейские сюжеты, а также изображения пророков и апостолов. На западном фасаде помещена фигура ктитора — васпураканского царя Гагика Арцруни с моделью церкви в руках». В верхней части церковь опоясана широкой полосой так называемого «виноградного фриза», изображающего уборку урожая в винограднике и фруктовом саду, а также фигуры людей, различных животных и птиц. Рельефы церкви Святого Креста неоднородны: фигуры нижнего ряда плоскостны, статичны, скованы условными схемами и религиозными канонами. Больше свободы и живой непосредственности в «виноградном фризе». Стилевые особенности, свойственные ахтамарским рельефам, позднее сказались в миниатюрах «ванской» школы.
Наследники армянских царских и нахарарских династий всегда стремились восстановить государственность. Предприняли такую попытку и Сефединяны, потомки династии Арцруни, которые смогли приобрести большое влияние в Васпуракане. В эпоху ахтамарских католикосов Закарии III (1434—1464) и Степанноса IV (1465—1489) Сефединянов эти стремления увенчались успехом, когда последний в 1466 году венчал в Ахтамаре царём Армении своего брата Смбата. Хотя царствование Смбата длилось недолго, в хишатакаранах рукописных книг, созданных в XV—XVI веках в Васпуракане, Ахтамар именовался «царским престолом». Сами же католикосы Ахтамара, первый из которых был возведён на престол в 1113 году, называли себя «царственными», «внуками и потомками царя Гагика». Отдельный самостоятельный католикосат, сохранялся здесь до 1895 года, который покровительствовал развитию искусства в области. С конца XIII века по середину XVIII в Ване-Васпуракане было создано и украшено иллюстрациями 1500 рукописных книг, существовала Васпураканская школа художественной миниатюры. Город, основанный Гагиком Арцруни, можно было видеть ещё в XVI веке. Побывавший здесь в 1510-х годах венецианский купец писал:

Всю площадь острова занимает небольшой город с внешним периметром в 2 мили. Его называют Арменик, здесь много церквей. Все многочисленные жители исключительно христиане, нет ни одного мусульманина.
|  | Цифрами обозначены: 1. Стратовулкан Немрут-Даг, высотой 2948 м. На фотографии видно небольшое озеро, образовавшееся внутри восьмикилометрового кратера вулкана, и шестидесятикилометровый поток лавы, вытекавший строго на север (вверх по фотографии), который и привёл к образованию озера Ван. 2. Стратовулкан Сюпхан, высотой 4058 м. 3. Озеро Назик, на высоте 1876 м над уровнем моря. 4. Озеро Эрчек, на высоте 1890 м над уровнем моря. 5. Озеро Арын. 6. Остров Лим (Адир), на острове остатки армянского монастыря XVI века. 7. Остров Артер (Куш), на острове сохранилась армянская часовня. 8. Остров Ахтамар. На острове сохранилась армянская церковь Святого Креста (арм. Սուրբ Խաչ), построенная в начале X века н. э. 9. Остров Ичери-Чарпанак. |

## Галерея

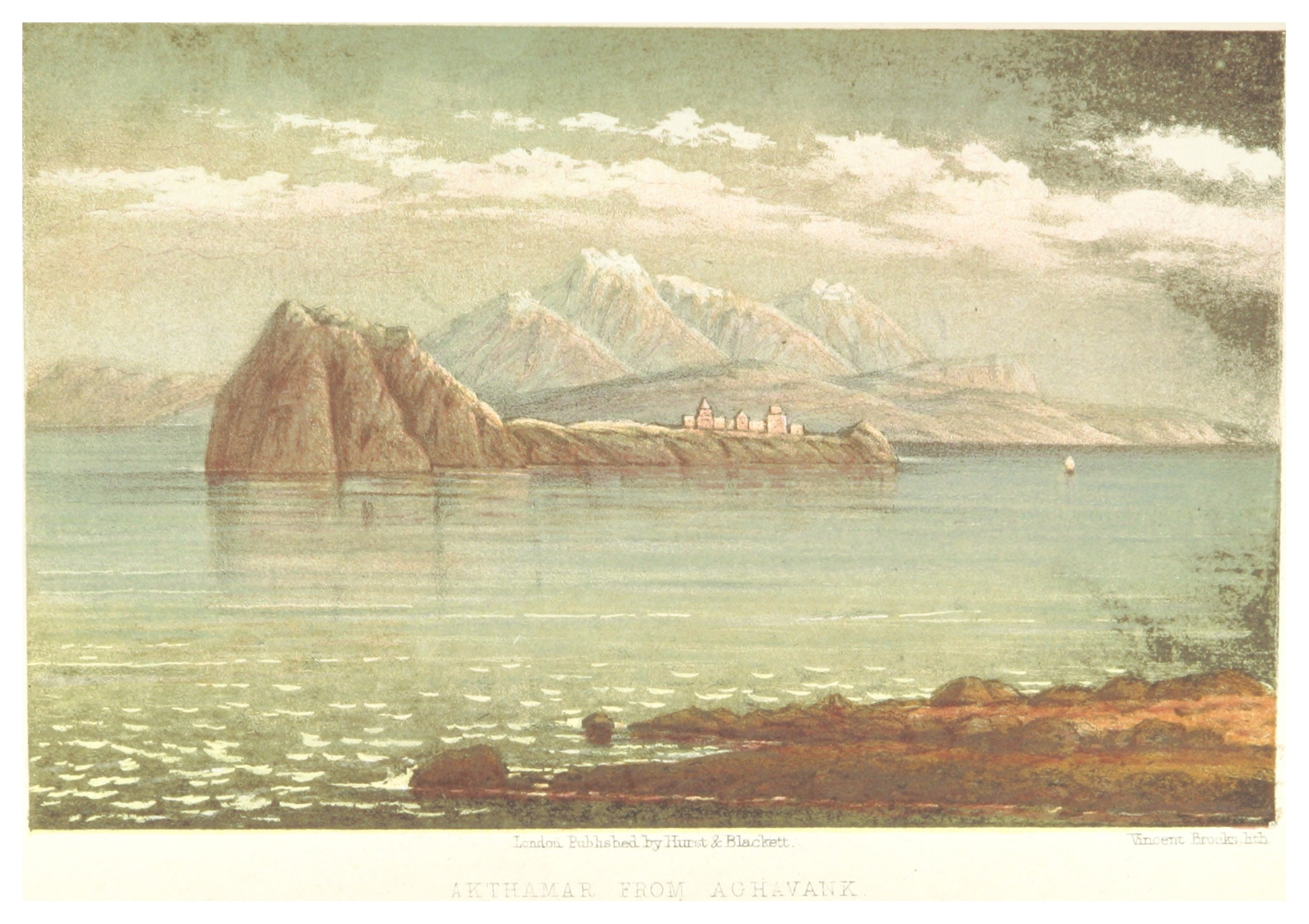
Ахтамар в 1865 году.
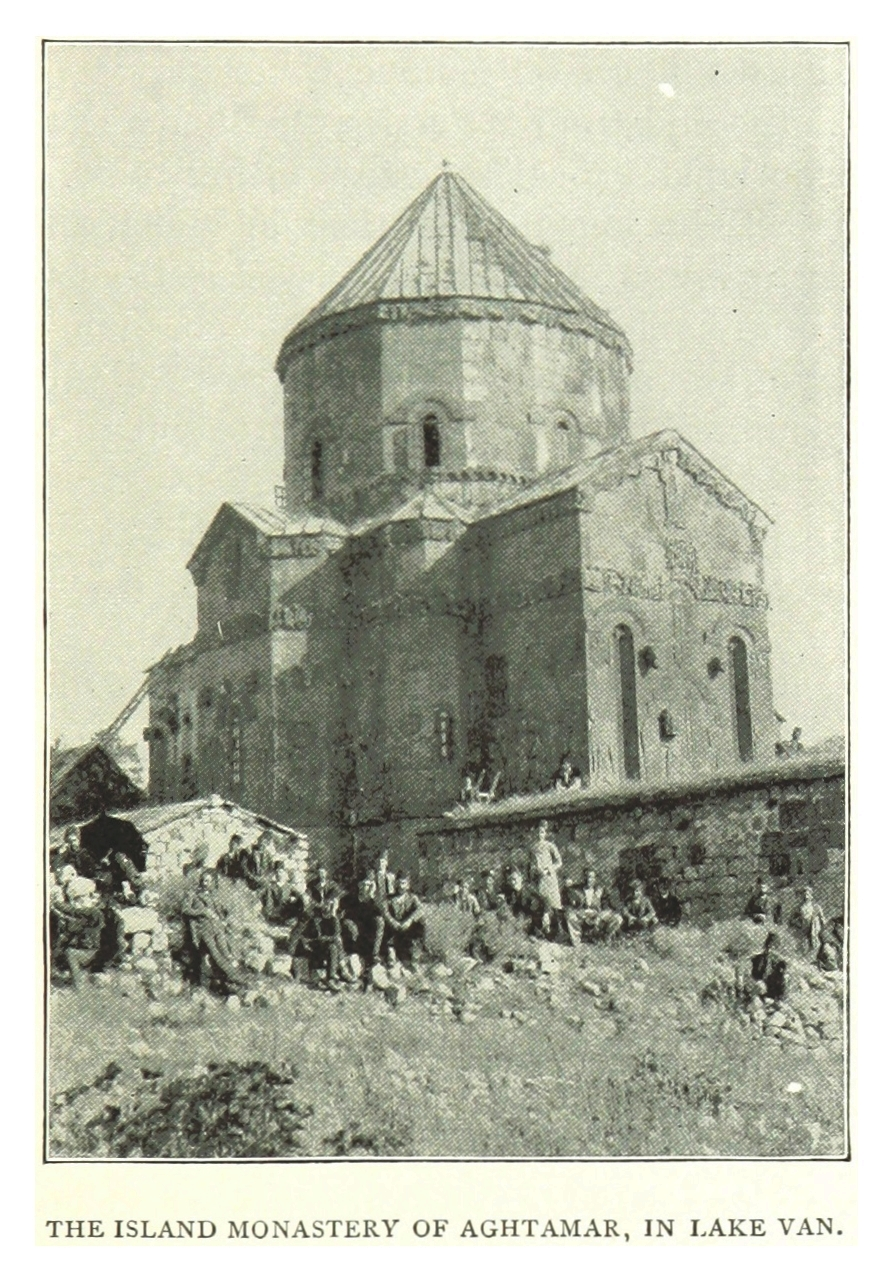
Ахтамар в 1895 году.
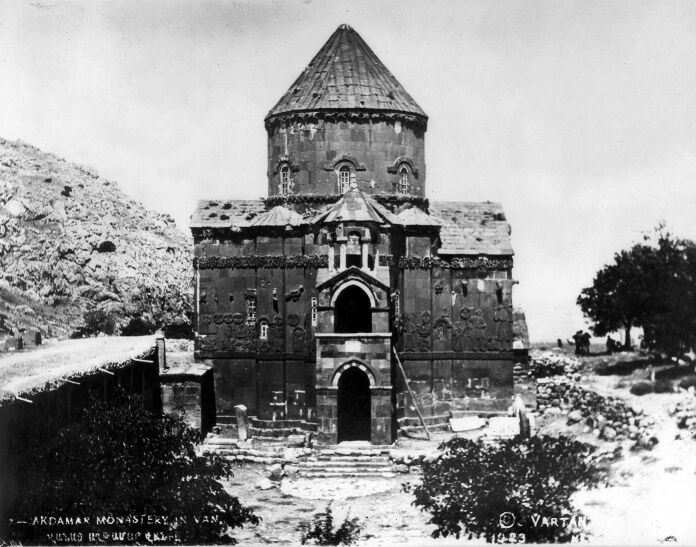
Ахтамар в 1923 году.
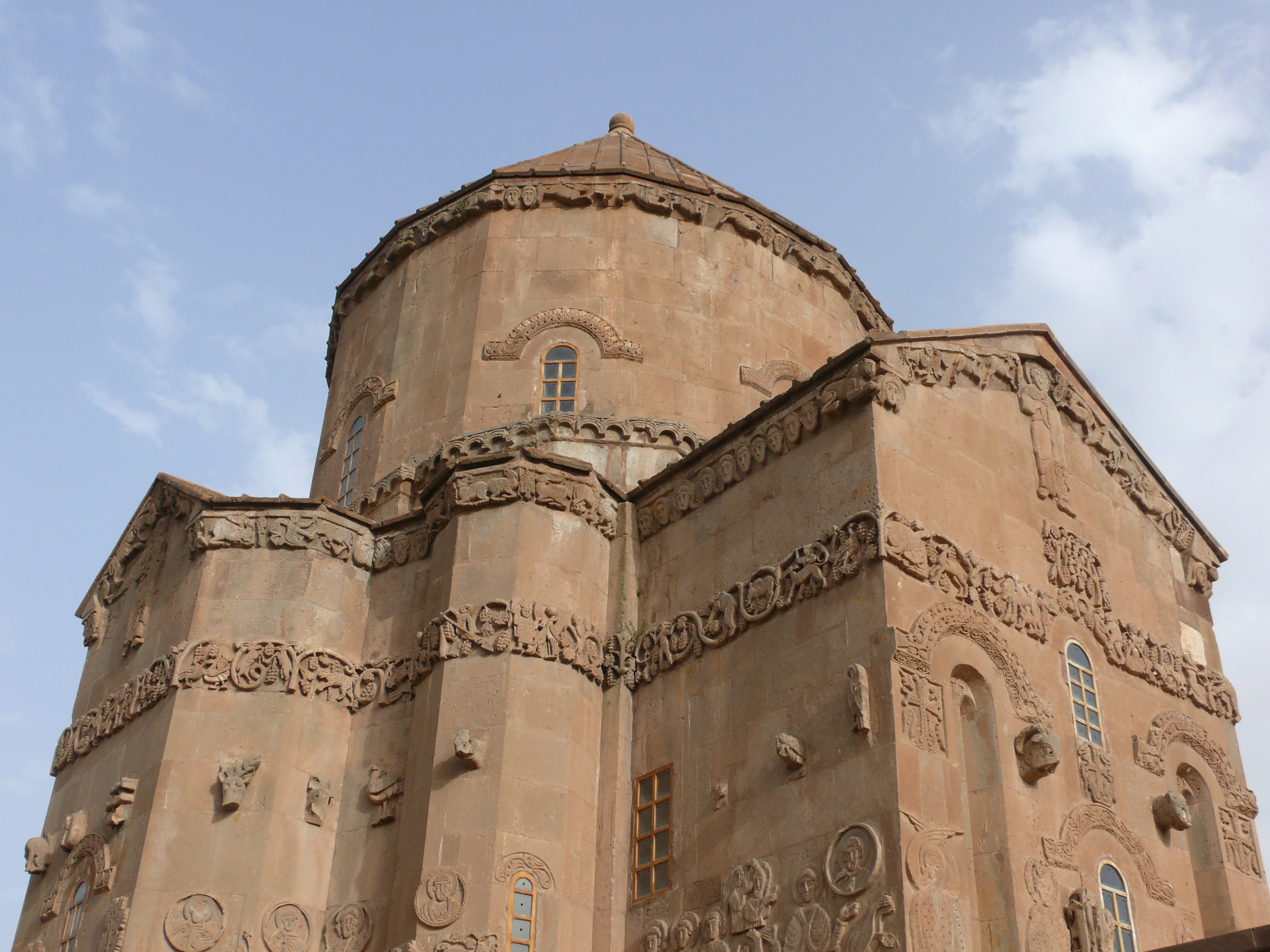
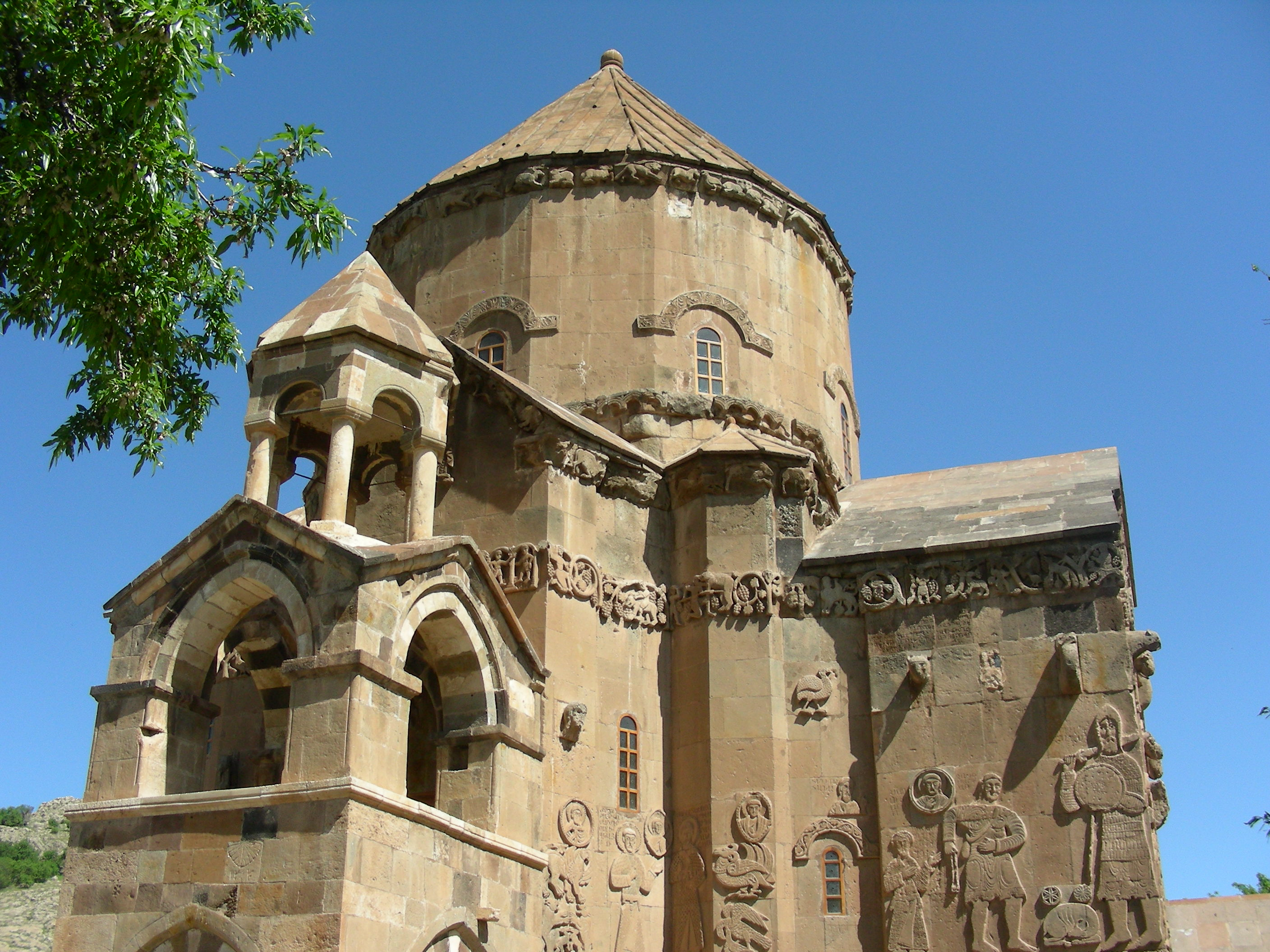
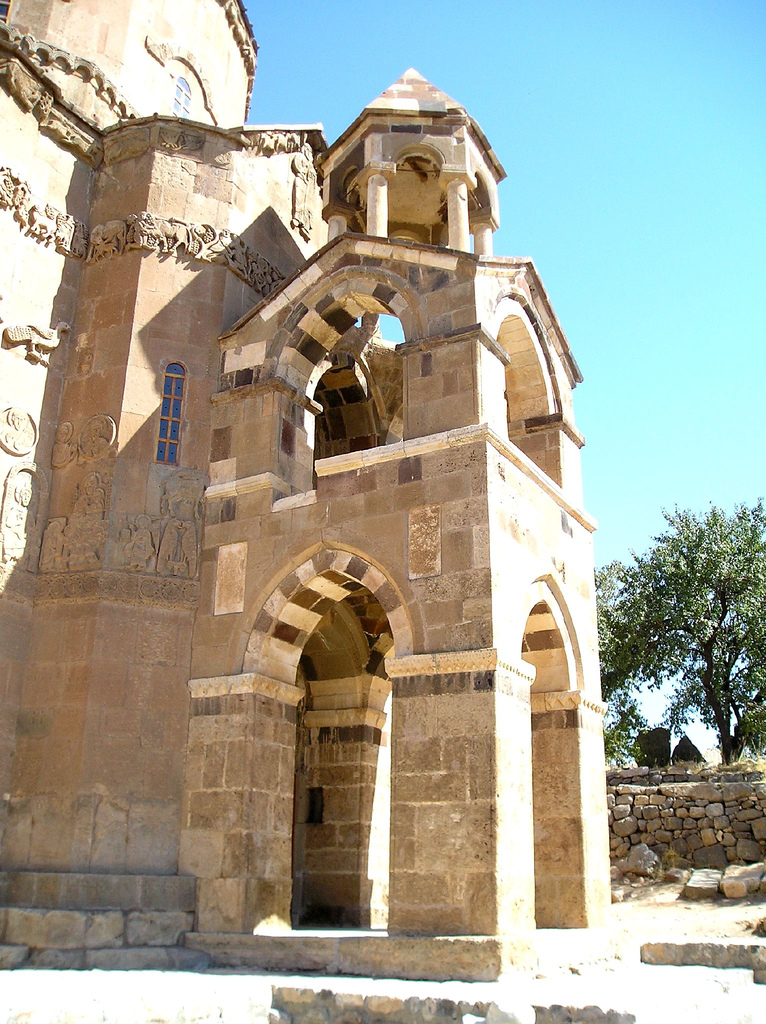
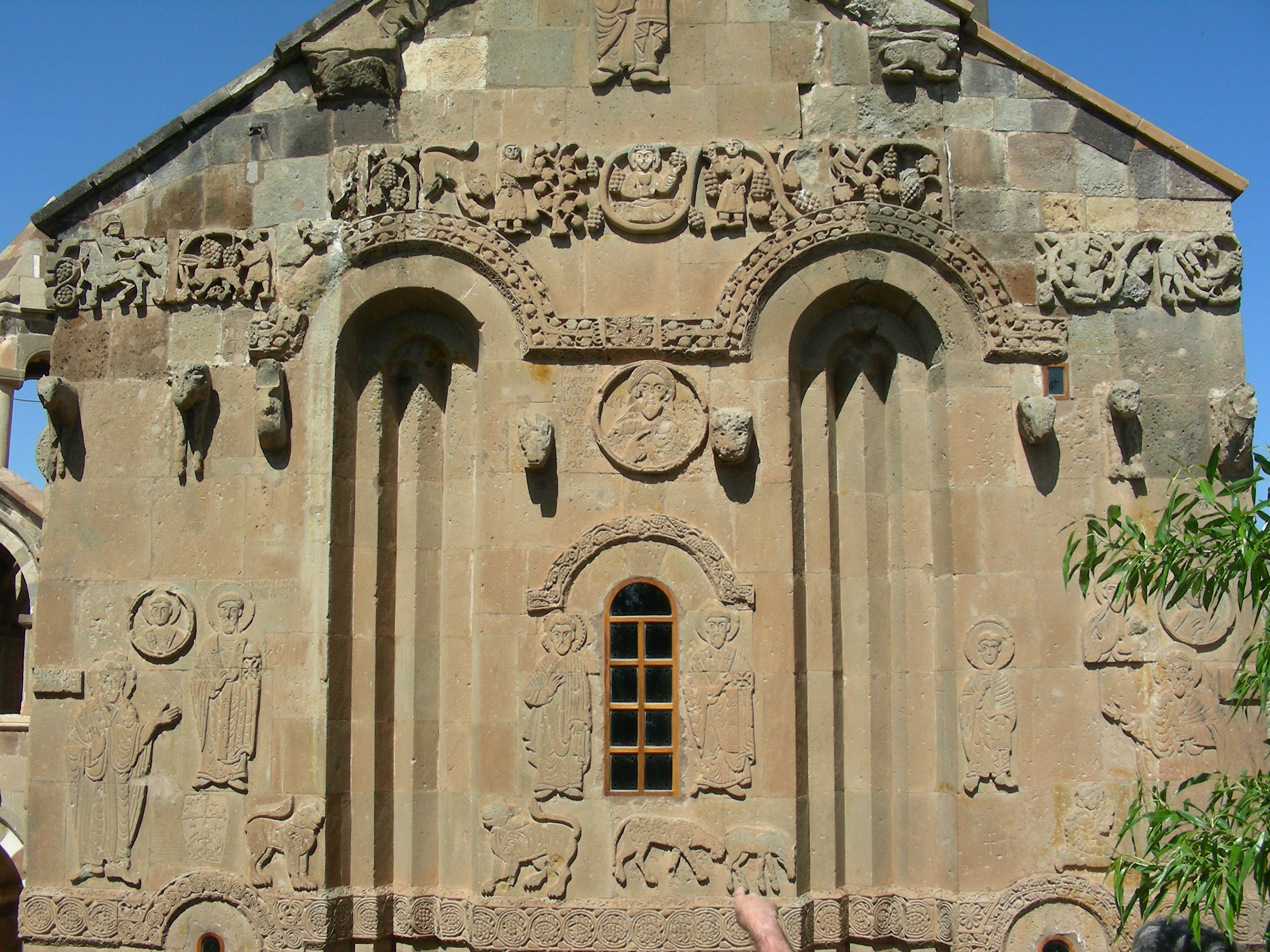
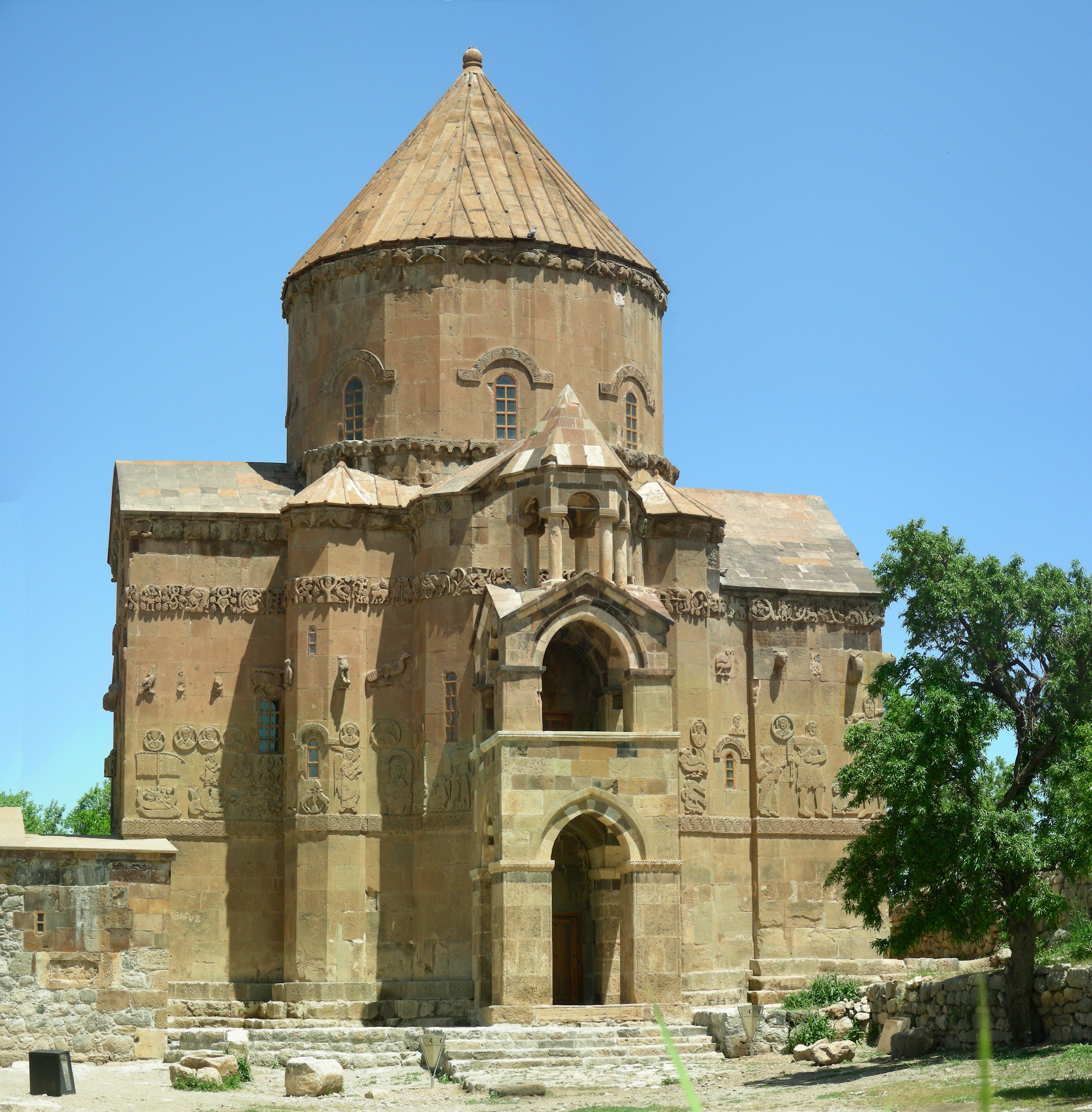
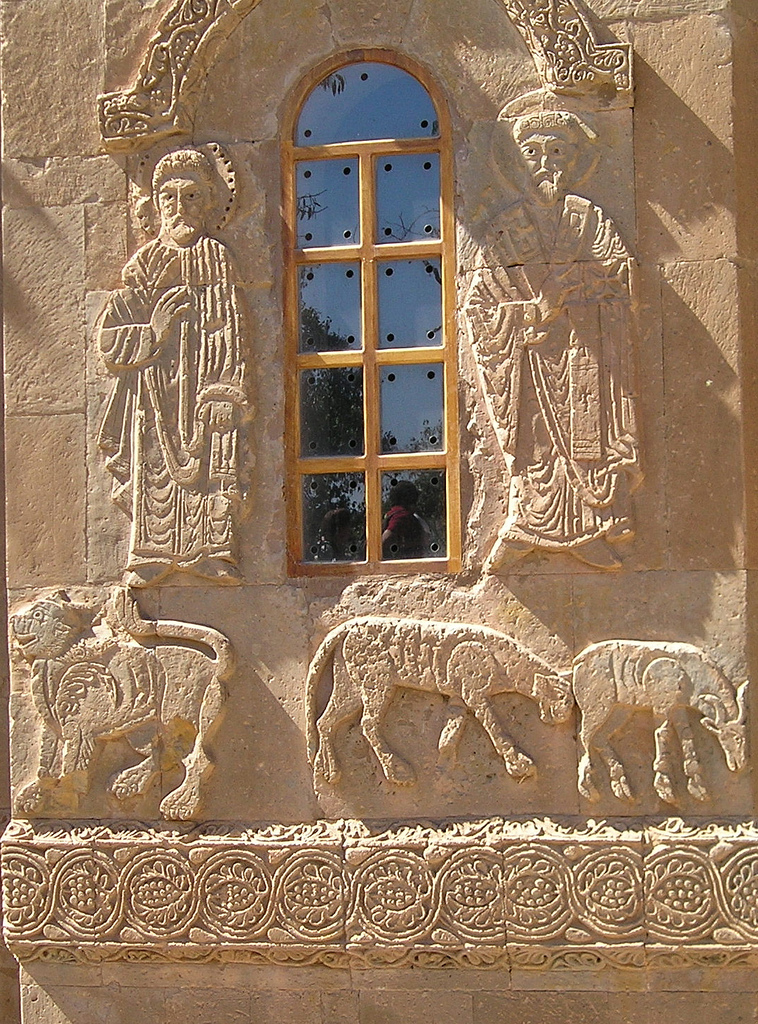
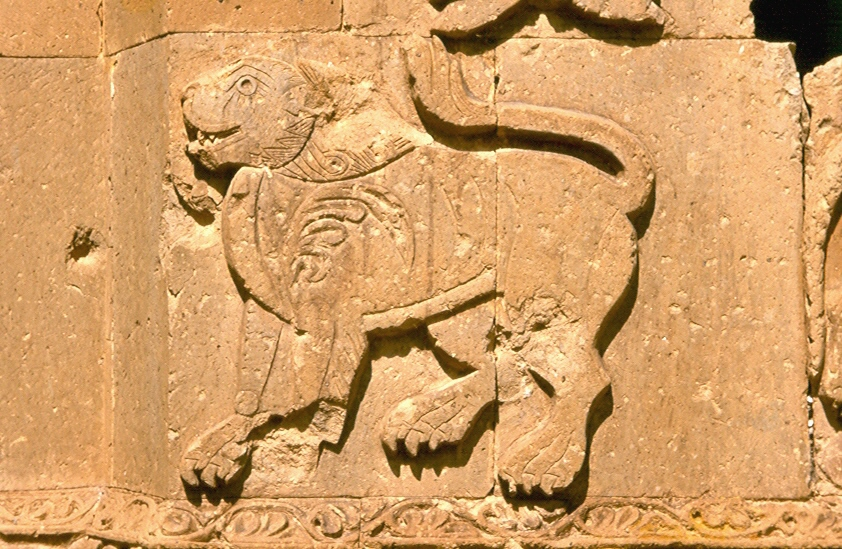
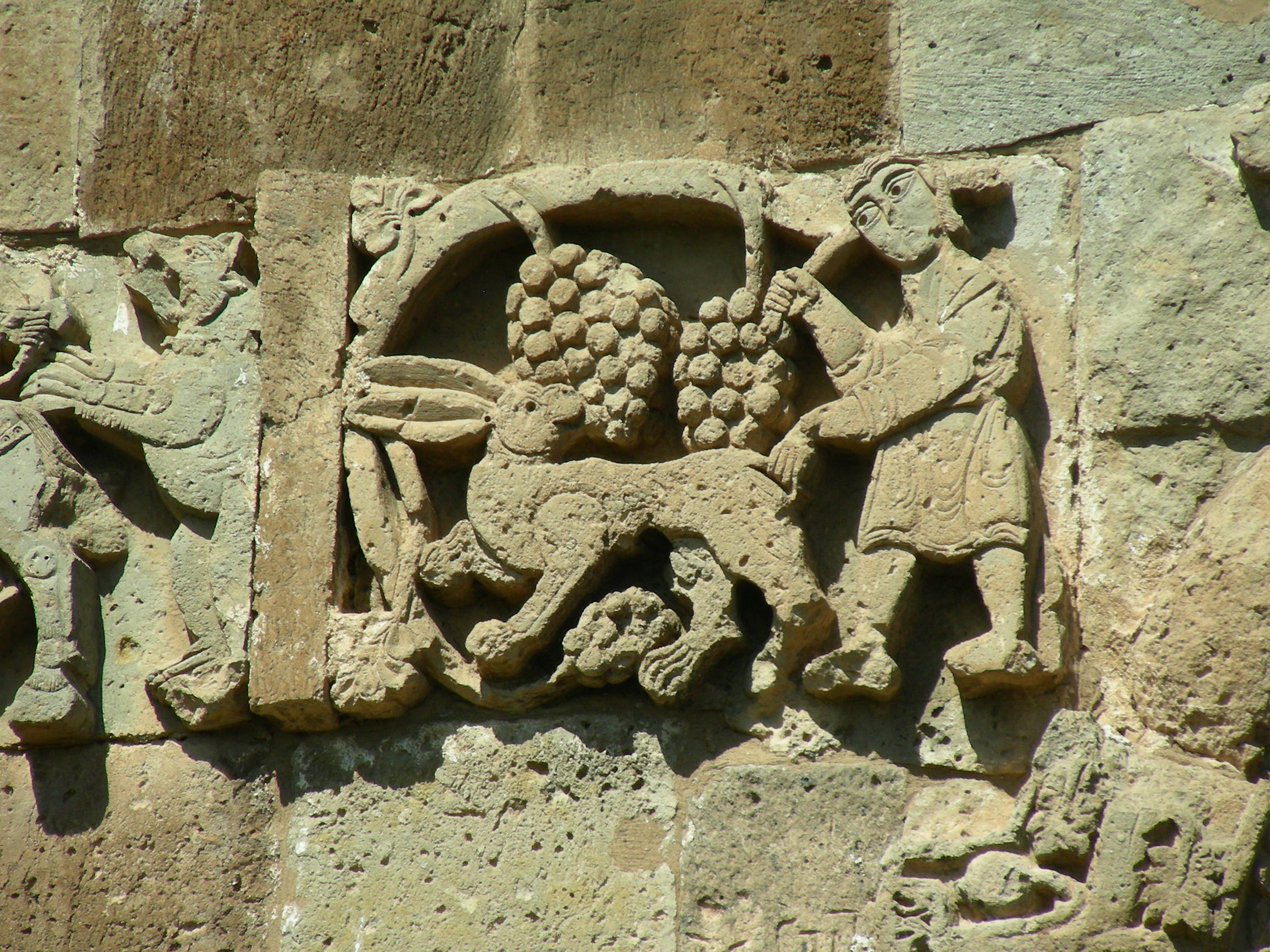
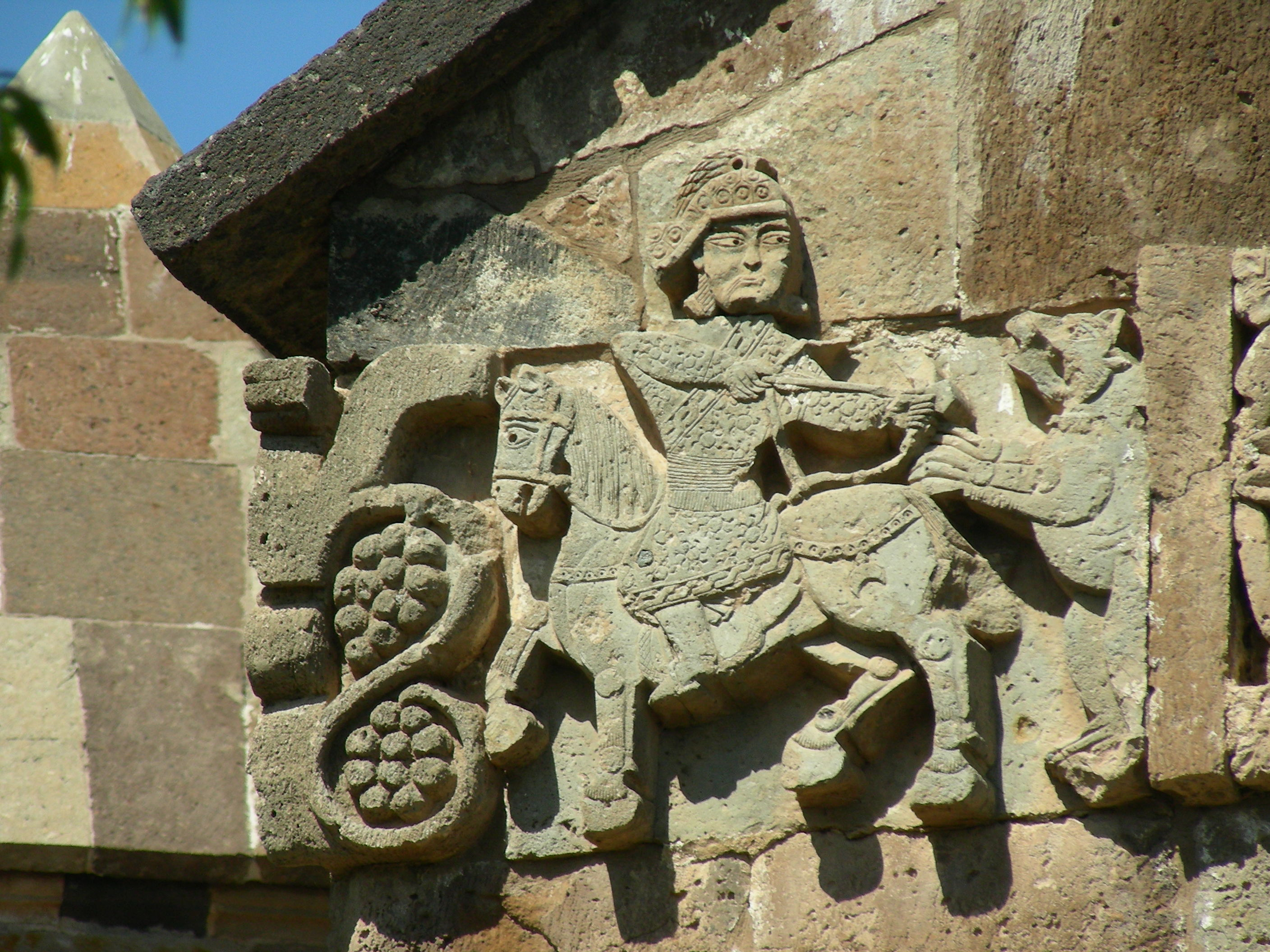
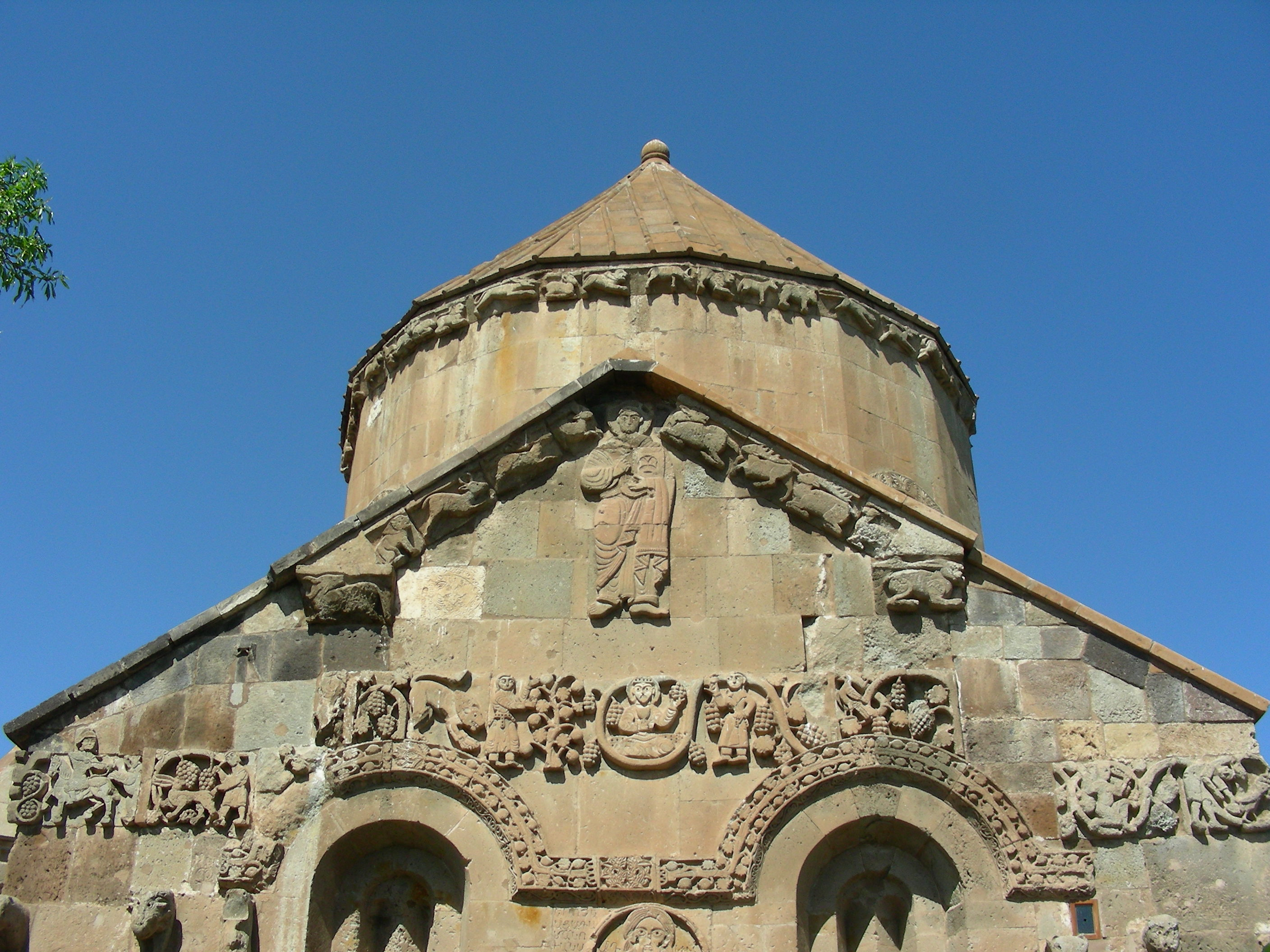
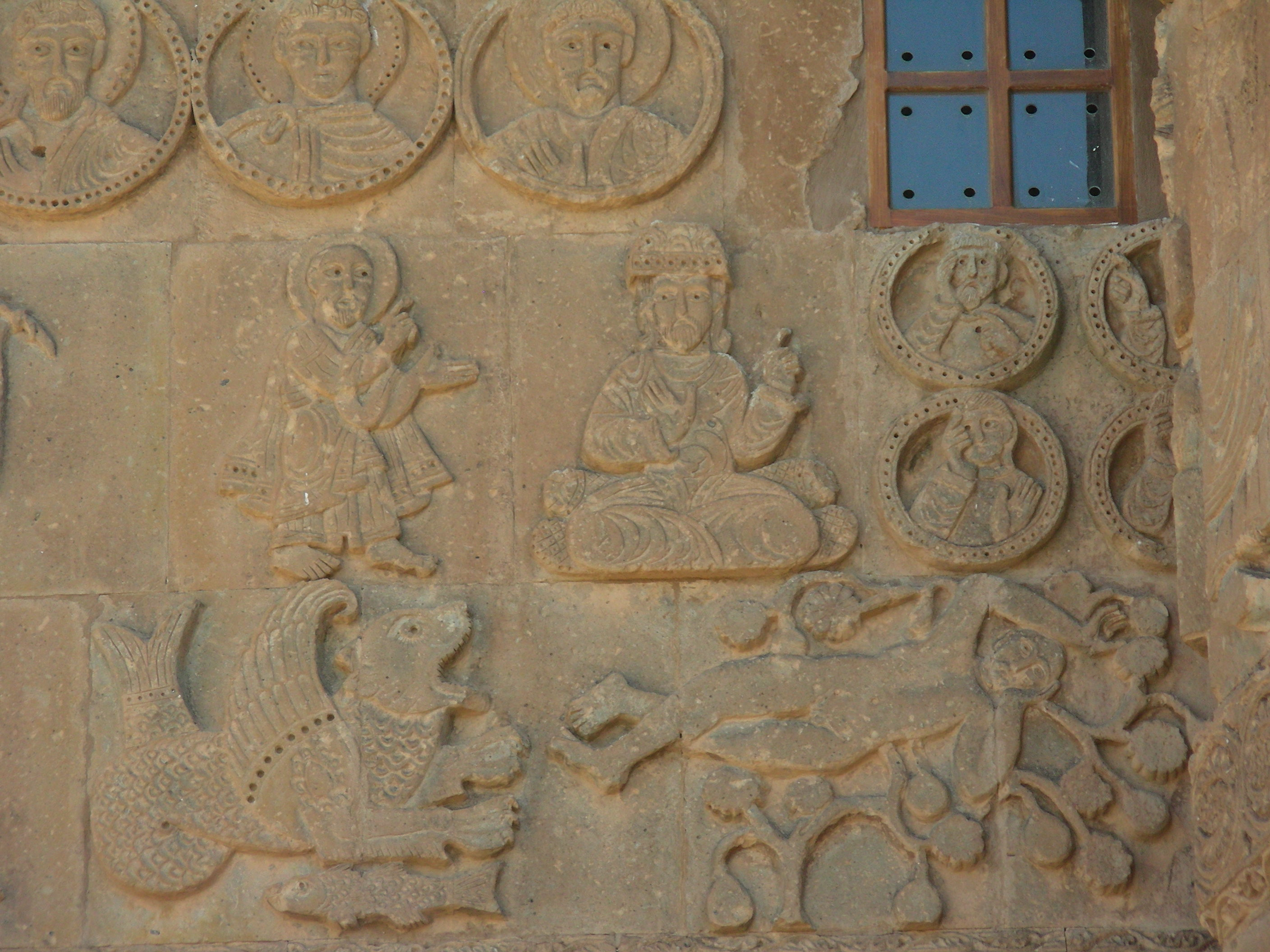
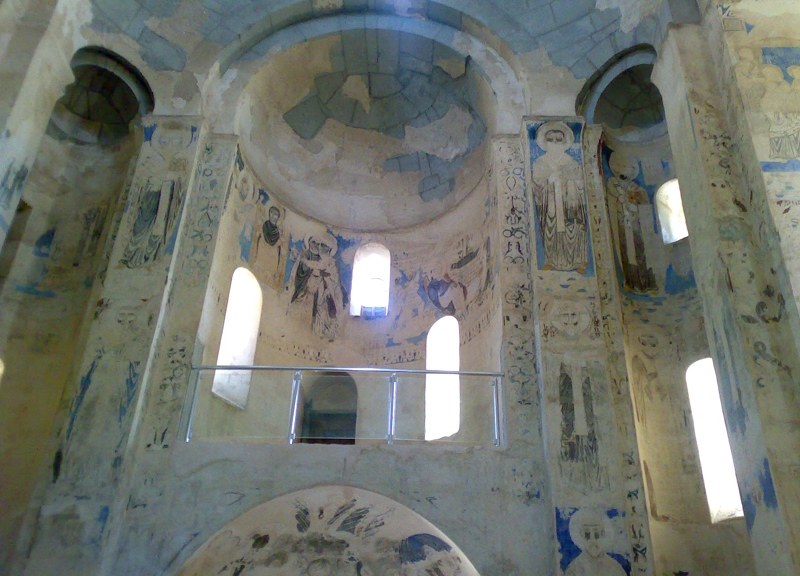
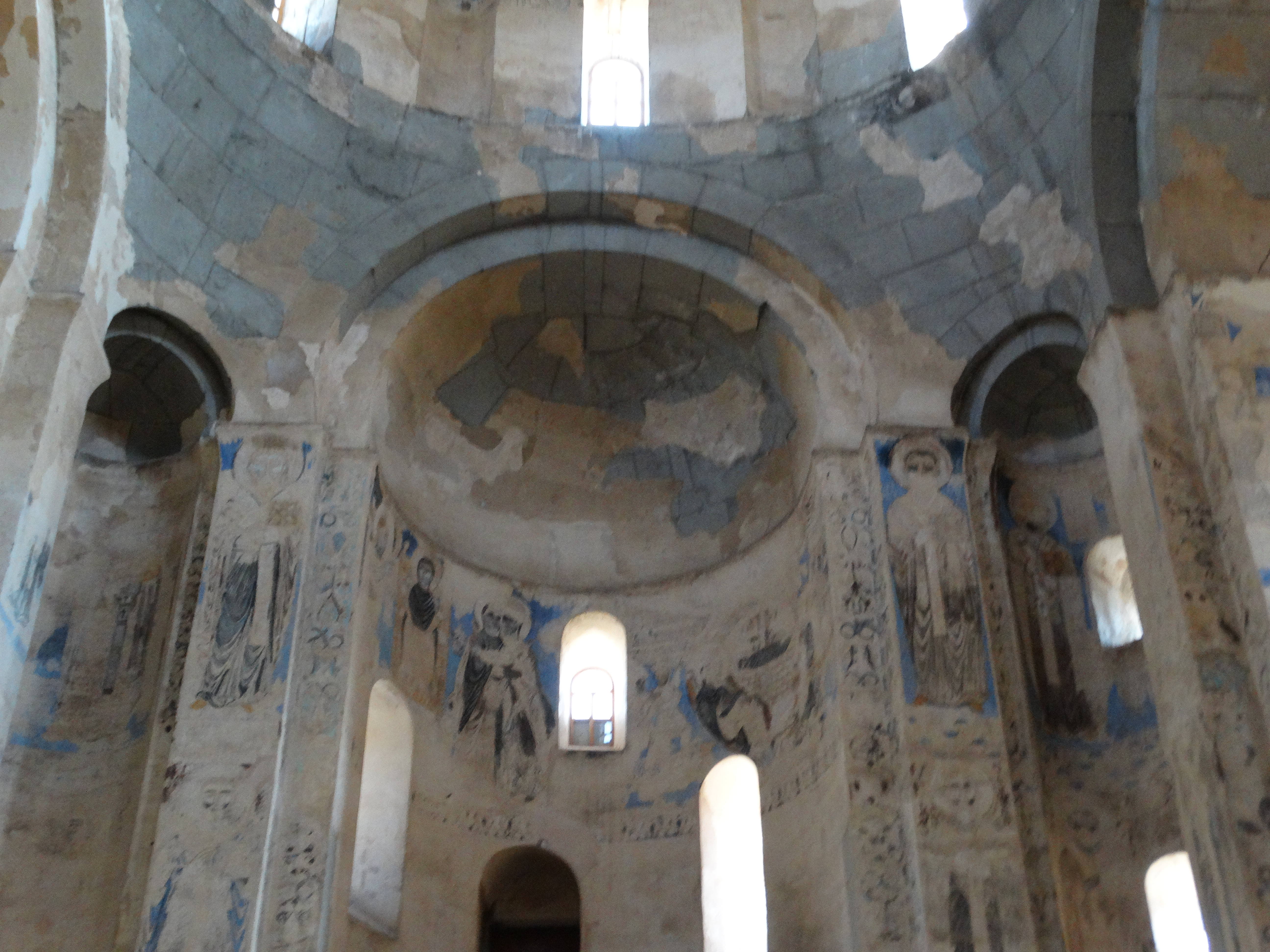
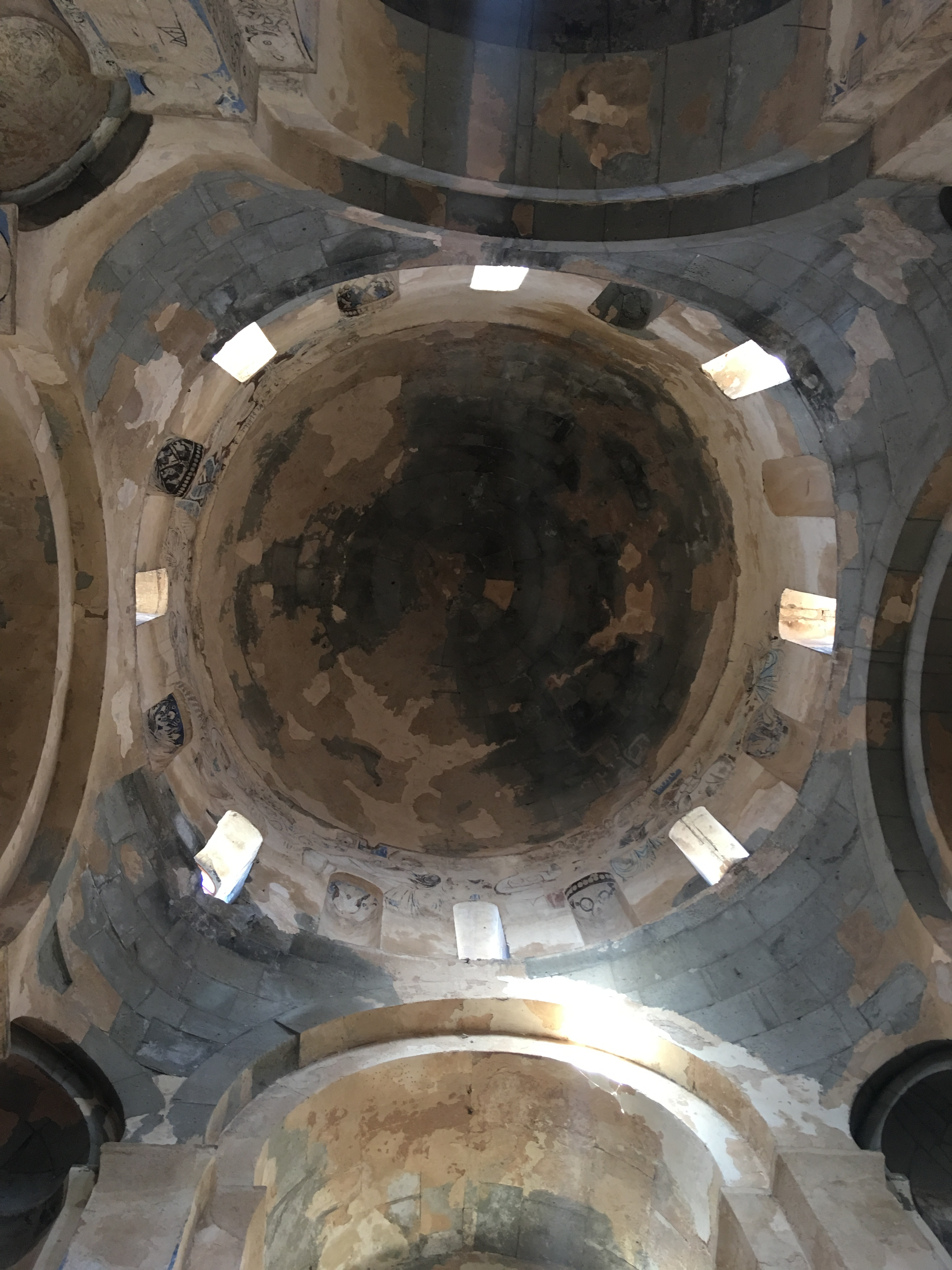